# Bitwa pod Benburb
Bitwa pod Benburb – starcie zbrojne, które miało miejsce w czerwcu roku 1646 w trakcie irlandzkiej wojny konfederackiej (1641–1648). W bitwie tej irlandzkie wojska konfederatów pod dowództwem Roe O'Neilla pokonały szkockie oddziały pod wodzą Roberta Monro. Starcie ostatecznie rozwiało marzenia Szkotów o zwiększeniu wpływów w Irlandii.

## Wstęp
Armia szkocka (tzw. Covenanters) w roku 1642 pojawiła się w Ulsterze w celu ochrony mieszkających tam szkockich osadników w trakcie Rebelii Irlandzkiej. Równocześnie Szkoci próbowali zdobyć Irlandię, zamierzając wprowadzić tam religię protestancką. Po wkroczeniu do Irlandii Szkoci w pobliżu miasteczka Carrickfergus połączyli się z wojskami angielskimi pod wodzą Roberta Stewarda. Do roku 1643 sojusznicza armia wyzwoliła z rąk rebeliantów większość ziem północnego Ulsteru, nie była jednak w stanie odbić z rąk Irlandczyków ziem na południu regionu.
Obie strony dokonywały najazdów na tereny przeciwnika, zabijając cywilów. W ten sposób do roku 1646 obie strony oddzielał zniszczony wojną teren zwany ziemią niczyją.
W roku 1646 Monro i Steward na czele 6000 ludzi podjęli kolejną próbę wtargnięcia na ziemie bronione przez O'Neilla. Według źródeł sprzymierzonych z najeźdźcami celem było zdobycie stolicy Kilkenny, według innych był to zwykły najazd rabunkowy. Generał O'Neill był bardzo ostrożnym dowódcą, w przeszłości unikającym  starć w polu przynoszących duże straty. Dowódca uzyskał ze strony nuncjusza papieskiego w Irlandii Giovanniego Battisty Rinnuciniego pomoc w postaci muszkietów, amunicji i sporej ilości pieniędzy. Umożliwiło mu to utworzenie armii w sile 5000 ludzi. Irlandczycy nie posiadali jednak dział, podczas gdy przeciwnik dysponował 6 sztukami.

## Bitwa
Monro przewidywał, że rebelianci będą unikać terenów przygranicznych. Dlatego pomaszerował na czele swojej armii prawie 25 km w rejony pozostające w rękach O'Neilla, zamierzając zaatakować go w pobliżu miejscowości Benburb (dzisiejsze hrabstwo Tyrone). W trakcie marszu, żołnierze szkoccy stracili wiele sił, gdy irlandzcy byli wypoczęci. Szkoci stanęli na pozycjach mając za plecami rzekę Blackwater. Pozycje rebeliantów znajdowały się na niewielkim wzniesieniu terenu.
Bitwę rozpoczął ostrzał artyleryjski pozycji irlandzkich, który nie wyrządził im jednak większych szkód. Potem nastąpił atak szkockiej kawalerii skierowany przeciwko piechocie rebeliantów. Atak zakończył się niepowodzeniem na skutek silnej obrony pikinierów i muszkieterów O'Neilla. Po tym nieudanym ataku do głosu doszli Irlandczycy, którzy zaatakowali pozycje wroga w kierunku rzeki. W tym momencie bitwy zmęczenie Szkotów dało znać o sobie. Ich żołnierze rozpoczęli bezładną ucieczkę. Doszło do strzelaniny z muszkietów oddawanej z najbliższej odległości oraz do pojedynków jeden na jeden na miecze i tzw. Scians (irlandzkie noże z długą klingą). W trakcie ucieczki poległo od 2000 do 3000 ludzi, wielu od miecza, część zaś utopiła się w trakcie przeprawiania przez rzekę. Irlandczycy stracili zaledwie 300 ludzi.
Porażka Szkotów sprawiła, że do końca wojny nie stanowili już większego zagrożenia dla oddziałów irlandzkich.